# جایزه بزرگ ایتالیا ۱۹۶۰
جایزه بزرگ ایتالیا ۱۹۶۰ (انگلیسی: ‎1960 Italian Grand Prix‎) یک مسابقهٔ موتوری در رشتهٔ اتومبیل‌رانی فرمول یک بود که در تاریخ ۴ سپتامبر ۱۹۶۰ در پیست ناتزیوناله مونتزا واقع در مونتزا، ایتالیا برگزار شد. این گراند پری در میان ۱۰ گراند پری در فصل ۱۹۶۰، مسابقهٔ شمارهٔ ۹ بود.
در این مسابقه که در ۵۰ دور و به مسافت ۵۰۰٫۰۰۰ کیلومتر (۳۱۰٫۶۸۶ مایل) برگزار شد، پول پوزیشن توسط فیل هیل کسب شد و سریع‌ترین زمان برای طی یک دور پیست که برابر با ۲:۴۳٫۶ بود نیز توسط فیل هیل به ثبت رسید.
فیل هیل از تیم فراری، ریچی گینتر از تیم فراری و ویلی مایرس از تیم فراری به‌ترتیب مقام‌های اول تا سوم مسابقه را کسب کردند.

## رده‌بندی قهرمانی پس از مسابقه
|       | جایگاه | راننده        | امتیاز |
| ----- | ------ | ------------- | ------ |
|       | ۱      | جک برابام     | ۴۰     |
|       | ۲      | بروس مک‌لارن   | ۳۳     |
| ۶     | ۳      | فیل هیل       | ۱۵     |
| ۱     | ۴      | اینس ایرلند   | ۱۲     |
| ۱     | ۵      | استیرلینگ ماس | ۱۱     |
| منبع: |        |               |        |

|       | جایگاه | سازنده       | امتیاز  |
| ----- | ------ | ------------ | ------- |
|       | ۱      | کوپر-کلیمکس  | ۴۸ (۵۴) |
|       | ۲      | لوتوس-کلیمکس | ۲۸ (۲۹) |
|       | ۳      | فراری        | ۲۶ (۲۷) |
|       | ۴      | بی‌آرام       | ۶       |
|       | ۵      | کوپر-مازراتی | ۳       |
| منبع: |        |              |         |

یادداشت
- تنها پنج جایگاه نخست از هر رده‌بندی نمایش داده شده‌است.